# 프로메테우스 (나무)

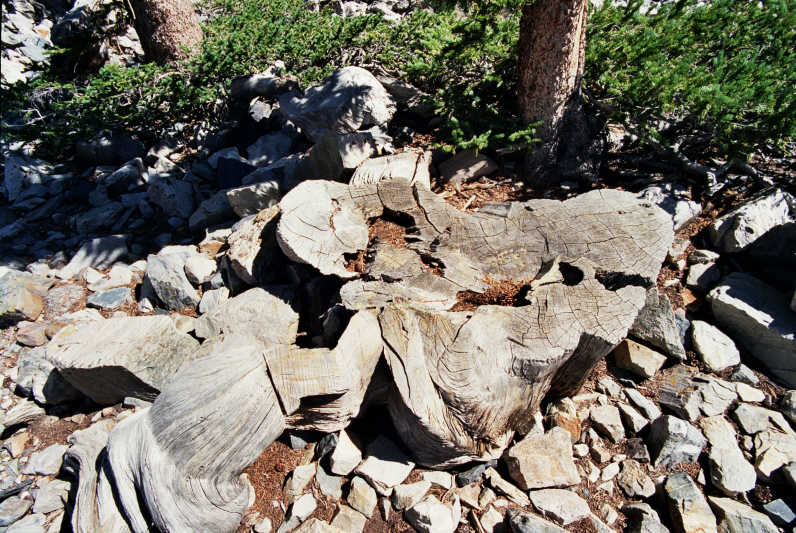
프로메테우스의 그루터기 모습

프로메테우스(Prometheus)는 미국 네바다주 휠러 피크에 있는 약 5000살 이상 살았다고 추정되는 나무이다.
하지만 한 대학생의 호기심으로 인해 벌목된 것으로 알려졌다.
1964년 대학원생 도널드 커리는 빙하 감소와 기후변화를 측정하기 위해 소나무의 나이테 크기를 비교하는 연구를 하고 있었다. 커리는 산림청의 허락을 받고 나이테를 채취하려고 했지만, 드릴이 나무에 박히자 결국 베게 되었다. 벌목이 끝난 후 커리는 뒤늦게 나이테를 세고 나서야 벌목한 나무가 4900세의 세계에서 가장 오래된 나무 '프로메테우스'인 것을 알아차렸다.